# Государственный музей искусств
Государственный музей искусств (дат. Statens Museum for Kunst) — датский музей искусств, расположенный в Копенгагене.
Основное здание музея было построено между 1889 и 1896 годами по планам архитекторов Вильгельма Далерупа и Г. Е. В. Мёллера в стиле итальянского возрождения. Осенью 1998 года было открыто новое крыло, построенное под руководством Анны Марии Индрио и Мэдса Мёллера. Оно расположено в парке за старым зданием и соединено с ним крытой стеклянной галереей, в которой находится коллекция скульптур. Там проводятся концерты и различные представления.
Музей содержит коллекции произведений искусства, начиная с XII-го века. Они включают работы таких мастеров, как Мантенья, Тициан, Тинторетто, Брейгели, Рубенс, Халс и Рембрандт. Коллекция современного искусства включает произведения Пикассо, Брака, Леже, Матисса, Модильяни и Нольде. Широко представлены картины, скульптуры, инсталляции и другие произведения датских авторов.